# Greatest Moments - VH1 Storytellers Live
Greatest Moments - VH1 Storytellers Live è un doppio album del gruppo new wave/pop/rock/reggae inglese dei Culture Club, pubblicato nel 1998, su etichetta Virgin.
L'album, costituito da una raccolta di brani di studio, registrati tra il 1982 e il 1998, e da un concerto live, registrato il 2 maggio del 1998 a New York, per la nota serie "VH1 Storytellers", da cui la parte dal vivo prende il titolo, si situa tra il quarto album di studio del gruppo, From Luxury to Heartache, del 1986, pubblicato il quale il gruppo si era sciolto fino al 1998, e il quinto, nuovo lavoro di inediti, Don't Mind If I Do, che, uscito l'anno dopo la doppia fatica rappresentata dal greatest hits/concerto, costituirà il primo album dei Culture Club dopo quasi 13 anni.
Il doppio album ottiene un enorme successo, promosso dal singolo "I Just Wanna Be Loved", che raggiunge il Numero 4 nella classifica inglese dei singoli, oltre che dalla riunione stessa del gruppo, evento che già di per sé funge da incredibile catalizzatore. Il disco arriverà infatti fino al Numero 15 della classifica britannica degli album (e al Numero 148 in quella americana), cosa che non riuscirà al successivo Don't Mind If I Do, il quale, nonostante un secondo singolo al Numero 25, non otterrà lo stesso riscontro commerciale, non andando oltre il Numero 64 nel Regno Unito (mentre negli USA non verrà neanche pubblicato).
I Just Wanna Be Loved compare due volte in Greatest Moments - VH1 Storytellers Live: nella raccolta di brani in studio, in una versione leggermente diversa rispetto a quella poi re-inserita nel successivo album del 1999, in cui verrà aggiunto un parlato iniziale in pieno stile toasting (il tipico rap giamaicano spessissimo utilizzato sia dal gruppo che dal solista); e nel disco dal vivo, dove viene presentata una versione approssimativa, non ancora definitiva, in cui è assente la parte vocale del middle, sostituita invece da un temporaneo strumentale.
Durante il live, vengono inoltre presentati altri due nuovi brani, "What Do You Want (From Me)" e "Strange Voodoo", di cui solo il secondo finirà anche su Don't Mind If I Do, in una versione lievemente differente, più curata nei cori e negli arrangiamenti, entrambi più corposi.
I nuovi pezzi hanno un'impronta marcatamente reggae (il singolo e l'inedita che compare soltanto qui), mentre Strange Voodoo è un'intensa ballata, dal testo molto sofferto, che cerca di sondare le profondità dei sentimenti, i vincoli inscindibili creati da una storia d'amore.
Il resto delle 14 tracce fa una panoramica più o meno completa sui primi quattro album dei Culture Club, con i momenti più intensi rappresentati dalla «big old ballad» (così la definisce il cantante durante l'intro parlata) "Victims" e da "That's The Way (I'm Only Trying To Help You)", duetto con la nuova corista, Zee Cowling, che rimpiazza Helen Terry, unica vera grande assente di questa festosa riunione.
Per quanto riguarda la raccolta di successi in studio, gli altrettanti 14 brani inclusi nel primo CD (molti dei quali presenti nell'altro disco in versione live) spaziano dal primo successo del 1982, la celebre Do You Really Want to Hurt Me, fino al successo più remixato dei Jesus Loves You, Generations of Love (che anche se non fu una grande hit in classifica, divenne molto popolare nei club), passando per i vari successi dei Culture Club, soprattutto quelli inclusi nel secondo album, Colour by Numbers, la ballata Love Is Love, il Numero 1 solista di Boy George, Everything I Own, ed il suo ultimo successo di classifica, The Crying Game, del 1992, prodotta dai Pet Shop Boys, e colonna sonora principale dell'omonimo film, rinominato in Italia La moglie del soldato.
La chiusura del concerto è affidata alla canzone più famosa del gruppo, quella Karma Chameleon da record, in cui vengono finalmente in luce le naturali doti e il carisma trascinante del leader, che coinvolge il pubblico improvvisando un ritornello in più, e chiudendo proprio sulla ripetizione ad lib della parola Karma.
Un'ultima nota sulla scelta delle tracce incluse riguarda il fatto che del quarto album, From Luxury to Heartache, compare soltanto il successo da Top 10, "Move Away", mentre nessun brano è stato selezionato dal terzo album, Waking Up with the House on Fire, neanche la popolare Numero 2 "The War Song" (anche se di quello stesso periodo non poteva mancare l'altra famosa colonna sonora, la citata "Love Is Love", tra l'altro disponibile, a partire dal 2003, tra le bonus tracks nella ristampa del terzo album).

## Tracce

### Greatest Moments
1. Do You Really Want To Hurt Me – 4:29 (O'Dowd/Hay/Craig/Moss)
2. Time (Clock Of The Heart) – 3:42 (O'Dowd/Hay/Craig/Moss)
3. Church Of The Poison Mind – 3:31 (O'Dowd/Hay/Craig/Moss)
4. Karma Chameleon – 4:00 (O'Dowd/Hay/Craig/Moss/Pickett)
5. Victims – 4:53 (O'Dowd/Hay/Craig/Moss)
6. I'll Tumble 4 Ya – 2:35 (O'Dowd/Hay/Craig/Moss)
7. It's A Miracle – 3:25 (O'Dowd/Hay/Craig/Moss)
8. Miss Me Blind – 4:29 (O'Dowd/Hay/Craig/Moss)
9. Move Away – 4:06 (O'Dowd/Hay/Craig/Moss/Pickett)
10. Love Is Love – 3:50 (O'Dowd/Hay)
11. Everything I Own – 3:56 (D. Gates)
12. The Crying Game – 3:22 (G. Stephens)
13. I Just Wanna Be Loved – 4:34 (O'Dowd/Hay/Craig/Moss)
14. Generations Of Love (The TimeWriter Bootleg Mix) – 8:48 (Rogers/Dust(=O'Dowd)/Geary)

### VH1 Storytellers Live
1. Church Of The Poison Mind – 4:26 (O'Dowd/Hay/Craig/Moss)
2. Miss Me Blind – 5:38 (O'Dowd/Hay/Craig/Moss)
3. Move Away – 4:09 (O'Dowd/Hay/Craig/Moss/Pickett)
4. I'll Tumble 4 Ya – 2:51 (O'Dowd/Hay/Craig/Moss)
5. It's A Miracle – 4:08 (O'Dowd/Hay/Craig/Moss)
6. That's The Way (I'm Only Trying To Help You) - 4:07 (O'Dowd/Hay/Craig/Moss)
7. Strange Voodoo - 6:05 (O'Dowd/Stevens/J. Themis)
8. I Just Wanna Be Loved - 4:32 (O'Dowd/Hay/Craig/Moss)
9. What Do You Want - 5:27 (O'Dowd/Stevens/J. Themis)
10. The Crying Game – 3:50 (G. Stephens)
11. Victims – 5:37 (O'Dowd/Hay/Craig/Moss)
12. Do You Really Want To Hurt Me - 5:32 (O'Dowd/Hay/Craig/Moss)
13. Time (Clock Of The Heart) – 5:15 (O'Dowd/Hay/Craig/Moss)
14. Karma Chameleon – 4:57 (O'Dowd/Hay/Craig/Moss/Pickett)

## Credits

### Formazione/Musicisti
- Boy George - voce
- Roy Hay - chitarre, tastiere, cori
- Mikey Craig - basso
- Jon Moss -batteria
- John Themis - chitarre, cori
- Richie Stevens - percussioni
- Jay Shorten - tastiere
- Zee Cowling - cori femminili
- Ed Manion - sassofono tenore
- John Berry: tromba
- Tom "Bones" Malone - trombone
- Rob Paparozzi - armonica a bocca

### Staff
- Steve Levine - produzione generale (tranne i 4 casi qui sotto indicati)
- Arif Mardin, Lew Hahn - produzione in "Move Away"
- Pet Shop Boys - produzione in "The Crying Game"
- Culture Club - produzione in "I Just Wanna Be Loved"
- Simon Rogers - produzione in "Generations Of Love"
- Allan Smithie - design copertina
- Sonicon - artwork
- Danny Goodwin - A&R

### Produzione per VH1 Storytellers
- Culture Club - produzione album live
- John Themis - produzione esecutiva e direzione musicale
- Bill Flanagan - produzione esecutiva
- Sean Murphy - produzione
- Bruce Gilmer, Wayne Isaak - talent executives
- Michael Simon - regia
- Robert Katz - executive responsabile della produzione
- Dave Diomedi, Amy Fazekas, Zach Nial - coordinazione produzione
- Eli Tishberg - editor
- John Harris - missaggio audio
- Ed Paparo - VH1 business development
- Sabrina Silverberg, Paul Butler - VH1 business affairs
- Wayne Wilkins - art direction
- John Sykes, Ray Cooper, Pam Marcello, Steve Pritchard, Susan feingold, Helen Slack - collaborazione a VH1

## Classifiche

### Album
| Classifica (1998)     | Posizione più alta |
| --------------------- | ------------------ |
| Official Albums Chart | 15                 |
| Billboard Hot 200 USA | 148                |

### Singoli
| Singolo                 | Classifica (1998-1999) | Posizione più alta |
| ----------------------- | ---------------------- | ------------------ |
| "I Just Wanna Be Loved" | Classifica Singoli UK  | 4                  |

## Dettagli pubblicazione
| Paese | Data | Etichetta | Formato | N° Catalogo |
|       | 1998 | Virgin    | CD      | 846267      |